# La Chaussée-d’Ivry
La Chaussée-d’Ivry település Franciaországban, Eure-et-Loir megyében. Lakosainak száma 1307 fő (2022. január 1.). La Chaussée-d’Ivry Garennes-sur-Eure, Guainville, Gilles, Le Mesnil-Simon, Oulins és Ivry-la-Bataille községekkel határos.

## Népesség
A település népességének változása:
| Lakosok száma | 541  | 879  | 965  | 992  | 1055 | 1099 | 1156 | 1226 | 1264 | 1307 |
|               | 1968 | 1982 | 1990 | 2006 | 2013 | 2015 | 2017 | 2019 | 2020 | 2022 |